# Atomorpha
Atomorpha là một chi bướm đêm thuộc họ Geometridae.

## Các loài
- Atomorpha falsaria (Alphéraky, 1892)
- Atomorpha hedemanni (Christoph, 1885)
- Atomorpha marmorata (A. Bang-Haas, 1907)
- Atomorpha punctistrigaria (Christoph, 1893)